# Ossau-Iraty
Ossau-Iraty – podpuszczkowy, dojrzewający, półtwardy ser francuski produkowany z niepasteryzowanego mleka owczego. Posiada żółto-pomarańczową skórkę i biały lub kremowy środek. Czasem wewnątrz mogą występować niewielkie dziurki
. Smak sera jest lekko pikantny, a zapach orzechowo-ziołowy. Wytwarzany jest w rejonie Francji zamieszkałym przez Basków – dolinie Ossau i w okolicach lasu Iraty (stąd nazwa). Od 1980 roku posiada certyfikat Appellation d’origine contrôlée (AOC).